# Pine Ridge (Alabama)
Pour les articles homonymes, voir Pine Ridge.
Pine Ridge est une municipalité américaine située dans le comté de DeKalb en Alabama.
Selon le recensement de 2010, sa population est de 282 habitants. La municipalité s'étend sur 1,30 milles carrés (3,37 km2).
Pine Ridge devient une municipalité en 1982.

## Démographie
| 1990 | 2000 | 2010 |
| ---- | ---- | ---- |
| 227  | 243  | 282  |